# Esqui estilo livre nos Jogos Olímpicos de Inverno de 2022 - Ski cross feminino
O ski cross feminino do esqui estilo livre nos Jogos Olímpicos de Inverno de 2022 foi disputado no dia 17 de fevereiro no Parque de Neve Genting, em Zhangjiakou.

## Medalhistas
| Ouro   | SWE Sandra Näslund    |
| Prata  | CAN Marielle Thompson |
| Bronze | GER Daniela Maier     |

## Resultados

### Ranqueamento
A fase de ranqueamento serve para determinar qual bateria cada atleta vai disputar e contra quem ela vai competir. Cada atleta realizou uma descida.
| Pos. | Ordem | Atleta               | País                | Tempo   | Diferença |
| ---- | ----- | -------------------- | ------------------- | ------- | --------- |
| 1    | 5     | Sandra Näslund       | SWE Suécia          | 1:15.21 | —         |
| 2    | 6     | Fanny Smith          | SUI Suíça           | 1:17.06 | +1.85     |
| 3    | 8     | Daniela Maier        | GER Alemanha        | 1:17.63 | +2.42     |
| 4    | 10    | Hannah Schmidt       | CAN Canadá          | 1:18.07 | +2.86     |
| 5    | 1     | Marielle Thompson    | CAN Canadá          | 1:18.16 | +2.95     |
| 6    | 18    | Lucrezia Fantelli    | ITA Itália          | 1:18.17 | +2.96     |
| 7    | 7     | Brittany Phelan      | CAN Canadá          | 1:18.17 | +2.96     |
| 8    | 11    | Courtney Hoffos      | CAN Canadá          | 1:18.28 | +3.07     |
| 9    | 13    | Talina Gantenbein    | SUI Suíça           | 1:18.31 | +3.10     |
| 10   | 4     | Alexandra Edebo      | SWE Suécia          | 1:18.49 | +3.28     |
| 11   | 14    | Sami Kennedy-Sim     | AUS Austrália       | 1:19.14 | +3.93     |
| 12   | 12    | Jole Galli           | ITA Itália          | 1:19.20 | +3.99     |
| 13   | 22    | Saskja Lack          | SUI Suíça           | 1:19.21 | +4.00     |
| 14   | 16    | Ekaterina Maltseva   | ROC                 | 1:19.45 | +4.24     |
| 15   | 21    | Natalia Sherina      | ROC                 | 1:19.49 | +4.28     |
| 16   | 3     | Jade Grillet-Aubert  | FRA França          | 1:19.54 | +4.33     |
| 17   | 20    | Elizaveta Ponkratova | ROC                 | 1:19.56 | +4.35     |
| 18   | 15    | Andrea Limbacher     | AUT Áustria         | 1:19.69 | +4.48     |
| 19   | 9     | Katrin Ofner         | AUT Áustria         | 1:19.95 | +4.74     |
| 20   | 24    | Johanna Holzmann     | GER Alemanha        | 1:20.95 | +5.74     |
| 21   | 23    | Christina Födermayr  | AUT Áustria         | 1:21.02 | +5.81     |
| 22   | 19    | Anastasia Chirtsova  | ROC                 | 1:21.53 | +6.32     |
| 23   | 17    | Nikol Kučerová       | CZE República Checa | 1:21.96 | +6.75     |
| 24   | 25    | Ran Hongyan          | CHN China           | 1:25.85 | +10.64    |
| 25   | 26    | Pu Rui               | CHN China           | 1:30.01 | +14.80    |
| 26   | 2     | Alizée Baron         | FRA França          | DNS     | DNS       |

### Fase eliminatória
Na fase eliminatória as atletas descem em baterias de até quatro esquiadoras e as duas melhores de cada bateria seguem avançando na competição. A partir das semifinais, as melhores esquiadoras se classificam para a Grande final enquanto que as restantes disputam a Pequena final.

#### Oitavas de final
| Pos. | Bib | Atleta               | País       | Notas |
| ---- | --- | -------------------- | ---------- | ----- |
| 1    | 1   | Sandra Näslund       | SWE Suécia | Q     |
| 2    | 16  | Jade Grillet-Aubert  | FRA França | Q     |
| 3    | 17  | Elizaveta Ponkratova | ROC        |       |

| Pos. | Bib | Atleta            | País       | Notas |
| ---- | --- | ----------------- | ---------- | ----- |
| 1    | 8   | Courtney Hoffos   | CAN Canadá | Q     |
| 2    | 9   | Talina Gantenbein | SUI Suíça  | Q     |
| 3    | 24  | Ran Hongyan       | CHN China  |       |
| 4    | 25  | Pu Rui            | CHN China  |       |

| Pos. | Bib | Atleta              | País        | Notas |
| ---- | --- | ------------------- | ----------- | ----- |
| 1    | 5   | Marielle Thompson   | CAN Canadá  | Q     |
| 2    | 12  | Jole Galli          | ITA Itália  | Q     |
| 3    | 21  | Christina Födermayr | AUT Áustria |       |

| Pos. | Bib | Atleta           | País         | Notas |
| ---- | --- | ---------------- | ------------ | ----- |
| 1    | 4   | Hannah Schmidt   | CAN Canadá   | Q     |
| 2    | 20  | Johanna Holzmann | GER Alemanha | Q     |
| 3    | 13  | Saskja Lack      | SUI Suíça    |       |

| Pos. | Bib | Atleta             | País         | Notas |
| ---- | --- | ------------------ | ------------ | ----- |
| 1    | 3   | Daniela Maier      | GER Alemanha | Q     |
| 2    | 19  | Katrin Ofner       | AUT Áustria  | Q     |
| 3    | 14  | Ekaterina Maltseva | ROC          |       |

| Pos. | Bib | Atleta              | País          | Notas |
| ---- | --- | ------------------- | ------------- | ----- |
| 1    | 11  | Sami Kennedy-Sim    | AUS Austrália | Q     |
| 2    | 22  | Anastasia Chirtsova | ROC           | Q     |
| DNF  | 6   | Lucrezia Fantelli   | ITA Itália    |       |

| Pos. | Bib | Atleta          | País                | Notas |
| ---- | --- | --------------- | ------------------- | ----- |
| 1    | 7   | Brittany Phelan | CAN Canadá          | Q     |
| 2    | 10  | Alexandra Edebo | SWE Suécia          | Q     |
| 3    | 23  | Nikol Kučerová  | CZE República Checa |       |
| DNS  | 26  | Alizée Baron    | FRA França          |       |

| Pos. | Bib | Atleta           | País        | Notas |
| ---- | --- | ---------------- | ----------- | ----- |
| 1    | 2   | Fanny Smith      | SUI Suíça   | Q     |
| 2    | 18  | Andrea Limbacher | AUT Áustria | Q     |
| 3    | 15  | Natalia Sherina  | ROC         |       |

#### Quartas de final
| Pos. | Bib | Atleta              | País       | Notas |
| ---- | --- | ------------------- | ---------- | ----- |
| 1    | 1   | Sandra Näslund      | SWE Suécia | Q     |
| 2    | 8   | Courtney Hoffos     | CAN Canadá | Q     |
| 3    | 9   | Talina Gantenbein   | SUI Suíça  |       |
| 4    | 16  | Jade Grillet-Aubert | FRA França |       |

| Pos. | Bib | Atleta            | País         | Notas |
| ---- | --- | ----------------- | ------------ | ----- |
| 1    | 5   | Marielle Thompson | CAN Canadá   | Q     |
| 2    | 4   | Hannah Schmidt    | CAN Canadá   | Q     |
| 3    | 12  | Jole Galli        | ITA Itália   |       |
| 4    | 20  | Johanna Holzmann  | GER Alemanha |       |

| Pos. | Bib | Atleta              | País          | Notas |
| ---- | --- | ------------------- | ------------- | ----- |
| 1    | 11  | Sami Kennedy-Sim    | AUS Austrália | Q     |
| 2    | 3   | Daniela Maier       | GER Alemanha  | Q     |
| 3    | 19  | Katrin Ofner        | AUT Áustria   |       |
| 4    | 22  | Anastasia Chirtsova | ROC           |       |

| Pos. | Bib | Atleta           | País        | Notas |
| ---- | --- | ---------------- | ----------- | ----- |
| 1    | 2   | Fanny Smith      | SUI Suíça   | Q     |
| 2    | 7   | Brittany Phelan  | CAN Canadá  | Q     |
| 3    | 18  | Andrea Limbacher | AUT Áustria |       |
| 4    | 10  | Alexandra Edebo  | SWE Suécia  |       |

#### Semifinais
| Pos. | Bib | Atleta            | País       | Notas |
| ---- | --- | ----------------- | ---------- | ----- |
| 1    | 1   | Sandra Näslund    | SWE Suécia | BF    |
| 2    | 5   | Marielle Thompson | CAN Canadá | BF    |
| 3    | 4   | Hannah Schmidt    | CAN Canadá | SF    |
| 4    | 8   | Courtney Hoffos   | CAN Canadá | SF    |

| Pos. | Bib | Atleta           | País          | Notas |
| ---- | --- | ---------------- | ------------- | ----- |
| 1    | 3   | Daniela Maier    | GER Alemanha  | BF    |
| 2    | 2   | Fanny Smith      | SUI Suíça     | BF    |
| 3    | 7   | Brittany Phelan  | CAN Canadá    | SF    |
| 4    | 11  | Sami Kennedy-Sim | AUS Austrália | SF    |

#### Finais
Pequena final
| Pos. | Bib | Atleta           | País          | Notas |
| ---- | --- | ---------------- | ------------- | ----- |
| 5    | 7   | Brittany Phelan  | CAN Canadá    |       |
| 6    | 8   | Courtney Hoffos  | CAN Canadá    |       |
| 7    | 4   | Hannah Schmidt   | CAN Canadá    |       |
| 8    | 11  | Sami Kennedy-Sim | AUS Austrália |       |

Grande final
| Pos. | Bib | Atleta            | País         | Notas |
| ---- | --- | ----------------- | ------------ | ----- |
| 01 ! | 1   | Sandra Näslund    | SWE Suécia   |       |
| 02 ! | 5   | Marielle Thompson | CAN Canadá   |       |
| 03 ! | 3   | Daniela Maier     | GER Alemanha |       |
|      | 2   | Fanny Smith       | SUI Suíça    | RAL   |

Legenda
| Recorde mundial      | Recorde mundial (World record)               |                       | Recorde africano                      | Recorde africano (African) |                                           | Q | Classificado por posição (Qualified) |
| Recorde olímpico     | Recorde olímpico (Olympic record)            | Recorde da América    | Recorde da América (Americas)         | q                          | Classificado por melhor tempo (Qualified) |   |                                      |
| Melhor marca do ano  | Melhor marca do ano (World leading)          | Recorde asiático      | Recorde asiático (Asian)              | DNS                        | Não largou (Did not start)                |   |                                      |
| Recorde nacional     | Recorde nacional (National record)           | Recorde europeu       | Recorde europeu (European)            | DNF                        | Não terminou (Did not finish)             |   |                                      |
| Recorde pessoal      | Recorde pessoal do atleta (Personal best)    | Recorde da Oceania    | Recorde da Oceania (Oceania)          | DSQ / DQ                   | Desclassificado (Disqualified)            |   |                                      |
| Recorde da temporada | Recorde da temporada do atleta (Season best) | Recorde sul-americano | Recorde sul-americano (South America) | NM                         | Sem marca (No mark)                       |   |                                      |